# واين سيلدن جونيور
واين سيلدن جونيور (بالإنجليزية: Wayne Selden Jr.)‏ مواليد 30 سبتمبر 1994 في بوسطن، هو لاعب كرة سلة أمريكي. بدأ مسيرته الاحترافية في سنة 2016. يلعب مع ميمفيس غريزليس في الرابطة الوطنية لكرة السلة. يحمل الرقم 7. يبلغ طوله 6 قدم 5 بوصة (2.0 م). حقق المركز الأول في الألعاب الجامعية الصيفية 2015.

## المسيرة الاحترافية
لعب مع آيوا إنرجي في موسم 2016–2017، ثم لعب مع نيو أورلينز بيليكانز في سنة 2017، ثم لعب مع ميمفيس غريزليس في سنة 2017.

## الميداليات
| الميدالية | المسابقة                      |
| --------- | ----------------------------- |
| ذهبية     | الألعاب الجامعية الصيفية 2015 |

## إحصائيات المسيرة

### الموسم الاعتيادي
| السنة   | الفريق               | لعب | بدأ | دقيقة | ميداني% | ثلاثية | حرة  | ارتداد | صنع | استلاب | تصدي | نقطة |
| ------- | -------------------- | --- | --- | ----- | ------- | ------ | ---- | ------ | --- | ------ | ---- | ---- |
| 2016–17 | نيو أورلينز بيليكانز | 3   | 3   | 15.7  | .627    | .571   | .500 | 1.7    | .3  | .7     | .0   | 5.3  |
| 2016–17 | ميمفيس غريزليس       | 11  | 2   | 17.2  | .400    | .143   | .667 | 1.0    | 1.1 | .4     | .1   | 5.0  |
| المسيرة | المسيرة              | 14  | 5   | 16.9  | .431    | .250   | .636 | 1.1    | .9  | .4     | .1   | 5.1  |

## روابط خارجية
- واين سيلدن جونيور على موقع إن بي أي (الإنجليزية)
- واين سيلدن جونيور على موقع الدوري التايواني الممتاز لكرة السلة (الصينية)
- واين سيلدن جونيور على موقع سبورتس رفرنس (الإنجليزية)
- واين سيلدن جونيور على موقع كرة السلة الأوروبية.كوم (الإنجليزية)
- واين سيلدن جونيور على موقع DraftExpress.com (الإنجليزية)
- واين سيلدن جونيور على موقع إي إس بي إن.كوم (الإنجليزية)
- واين سيلدن جونيور على موقع كلية كرة السلة في سبورتس رفرنس.كوم (الإنجليزية)
- واين سيلدن جونيور على موقع ريلجم (الإنجليزية)
- واين سيلدن جونيور على موقع بروبوليرز (الإنجليزية)
- واين سيلدن جونيور على موقع سبورتس رفرنس (الإنجليزية)